# Yvonne Strahovski
Yvonne Strahovski (Sydney, 30. srpnja 1982.) australska je glumica. Govori poljski i engleski.
Nakon diplomiranja na Sveučilištu zapadnog Sydneya, sudjelovala je u nekoliko australskih TV emisija prije uloge Sarah Walker u američkoj TV seriji Chuck.

## Životopis
Strahovski je rođena u Campbelltownu, predgrađu Sydneya, kao Yvonne Strzechowski od Petera i Bozene Strzechowski. Njeni roditelji su emigrirali iz Varšave, Poljska. 
Provela je svoje srednjoškolske godine pohađajući Santa Sabina fakultet, u Strathfieldu. Diplomirala je na Sveučilištu zapadnog Sydneya 2003.

## Vanjske poveznice
- Yvonne Strahovski u internetskoj bazi filmova IMDb-u (engl.)